# 엘머 퍼드

엘머 퍼드(Elmer Fudd, 정식 이름: Elmer J. Fudd)는 워너 브라더스 루니 툰/메리 멜로디 시리즈의 애니메이션 만화 캐릭터이자 벅스 버니의 대적이다. 그의 목표는 벅스를 사냥하는 것이지만, 대개는 자신과 다른 적대적인 캐릭터에게 심각한 부상을 입히게 된다. 그는 R과 L을 W로 바꾸는 특이한 방식으로 말하므로 종종 벅스 버니를 "scwewy" 또는 "wascawwy (rascally) wabbit"이라고 부른다. 엘머의 시그니처 캐치프레이즈는 "쉿. 조용히 해. 나는 토끼를 사냥하고 있어"와 그의 트레이드마크인 웃음이다.
가장 잘 알려진 엘머 퍼드 만화로는 척 존스의 작품 왓츠 오페라, 닥?이 있다. (퍼드가 벅스를 이겼던 몇 안 되는 경우 중 하나이지만 좋은 기분을 내지는 않음),